# 프로레슬링의 협동 기술

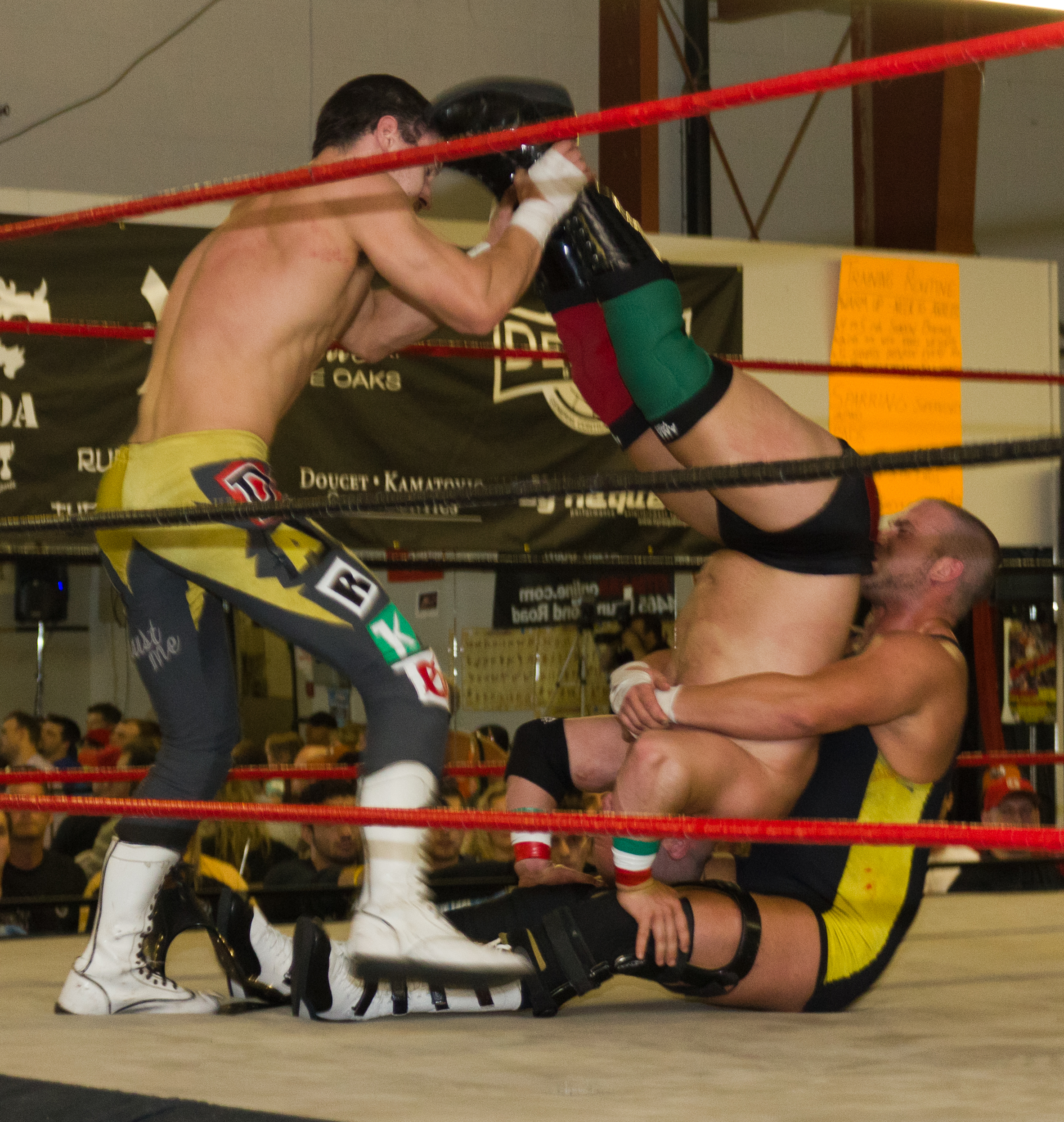

프로레슬링의 협동 기술은 프로레슬링 태그 매치에서 쓰이는 기술이다. 경기중인 선수가 상대편 선수를 붙들고 대기 중인 같은 편과 교대를 할 때 교대한 선수와 함께 기술을 사용한다. 대표적인 기술로는 더블 수플렉스, 더블 팀 크로스 라인이 있다.